# Welcome Stranger

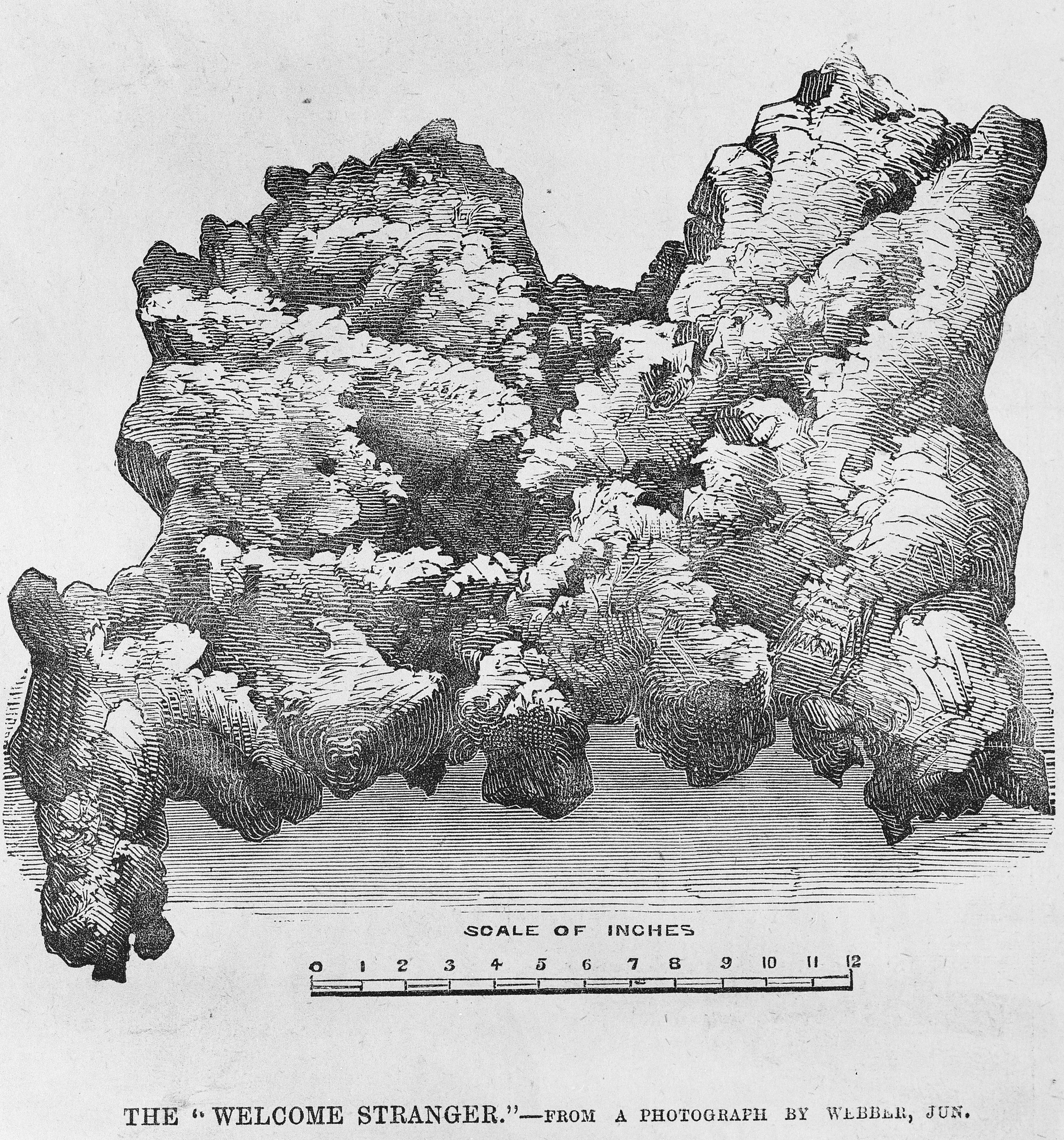
Ein Holzschnitt des Welcome Stranger published in The Illustrated Australian News for Home Reader vom 1. März 1869. Der Maßstab am unteren Rand misst 30 cm.

Das Welcome Stranger ist mit einem Gewicht von 97,14 kg das größte je gefundene Alluvial-Goldnugget. Es maß 61 cm × 31 cm und wurde von den Goldgräbern John Deason und Richard Oates am 5. Februar 1869 bei Moliagul im australischen Bundesstaat Victoria, rund 15 Kilometer nordwestlich von Dunolly gefunden.

## Entdeckung
Entdeckt wurde es in nur drei Zentimeter Tiefe am Fuße eines Baumes nahe einer Senke namens Bulldog Gully. Es hatte ein Bruttogewicht von 109,59 kg. Bearbeitet wog es 78 kg, das Nettogewicht betrug 72,02 kg.
Da zur Zeit der Entdeckung keine Waagen für das Wiegen eines solchen Gewichts zur Verfügung standen, wurde das Nugget durch den Schmied Archibald Walls aus Dunolly auf einem Amboss in drei Stücke zerschlagen.
Deason, Oates und einige Freunde brachten das Nugget zur London Chartered Bank of Australia in Dunolly, wofür sie einen Vorschuss von £ 9000 erhielten. Deason und Oates erhielten letztlich geschätzte £ 9381 für das als „Welcome Stranger“ bekannt gewordene Nugget. Entsprechend des Goldpreises zum April 2025 ergäbe sich ein Wert von umgerechnet ca. 6,8 Millionen €. Es war schwerer als das 1858 in Ballarat gefundene Welcome Nugget. Der Aufseher des Goldgräberfelds, F. K. Orme, notierte, dass 2269 Unzen (189 lbs 1 oz) 10 dwt 14 grains (70,5591 kg) geschmolzenen Goldes daraus gewonnen werden konnten, ohne die Kleinmengen, die von den Findern verschenkt wurden.

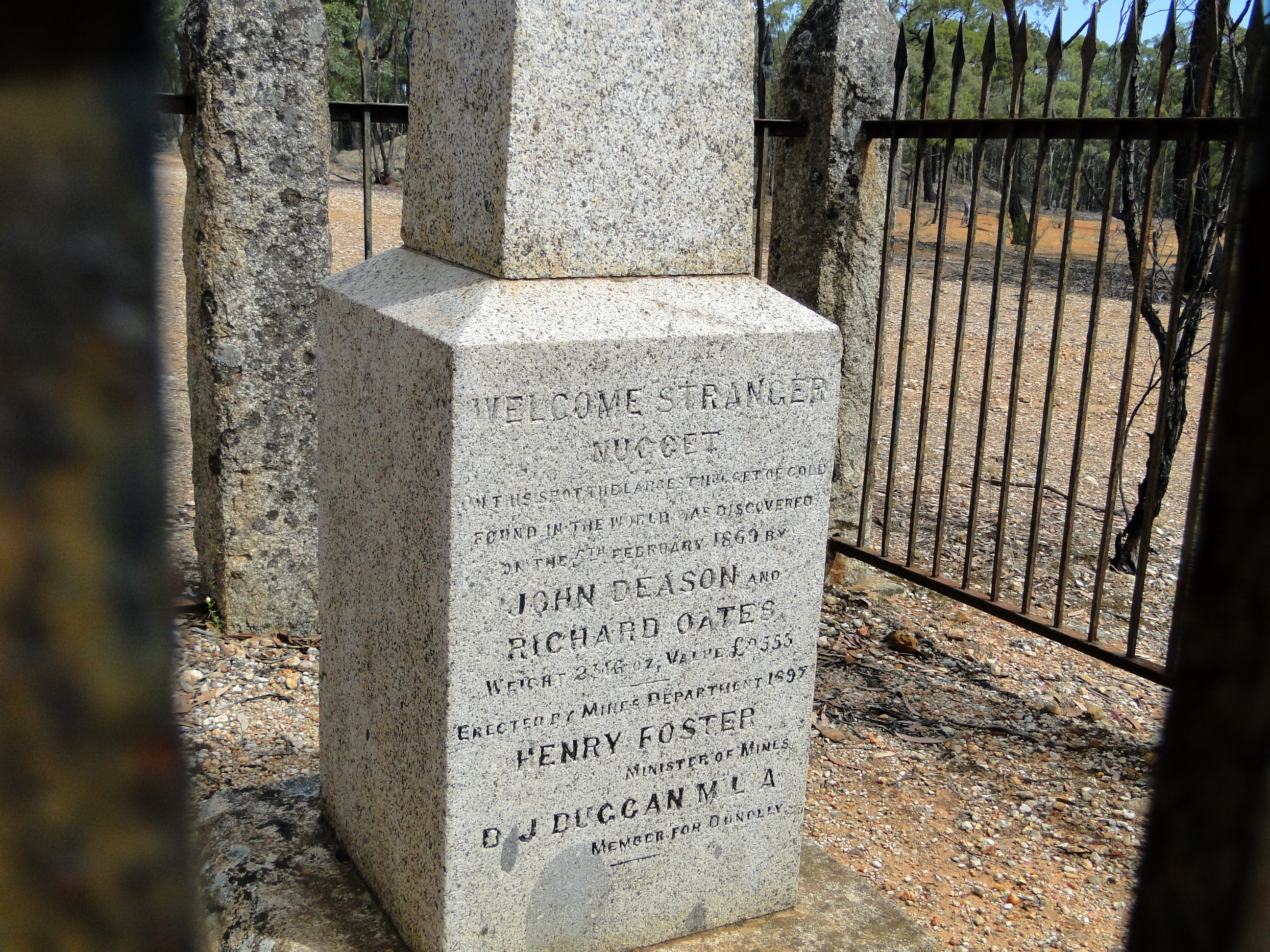
Die Inschrift auf dem Sockel des Gedenkobelisken.

Das Nugget wurde bald eingeschmolzen und in Barren nach Melbourne zur Bank of England transportiert. Es verließ das Land an Bord des Dampfschiffs Reigate am 21. Februar.
Zum Gedenken an die Entdeckung des Welcome Stranger wurde in der Nähe der Fundstelle 1897 ein Obelisk errichtet. Eine Replik des Welcome Stranger steht im City Museum in Melbourne, Victoria, eine weitere Replik befindet sich im Besitz der Nachfahren von John Deason.

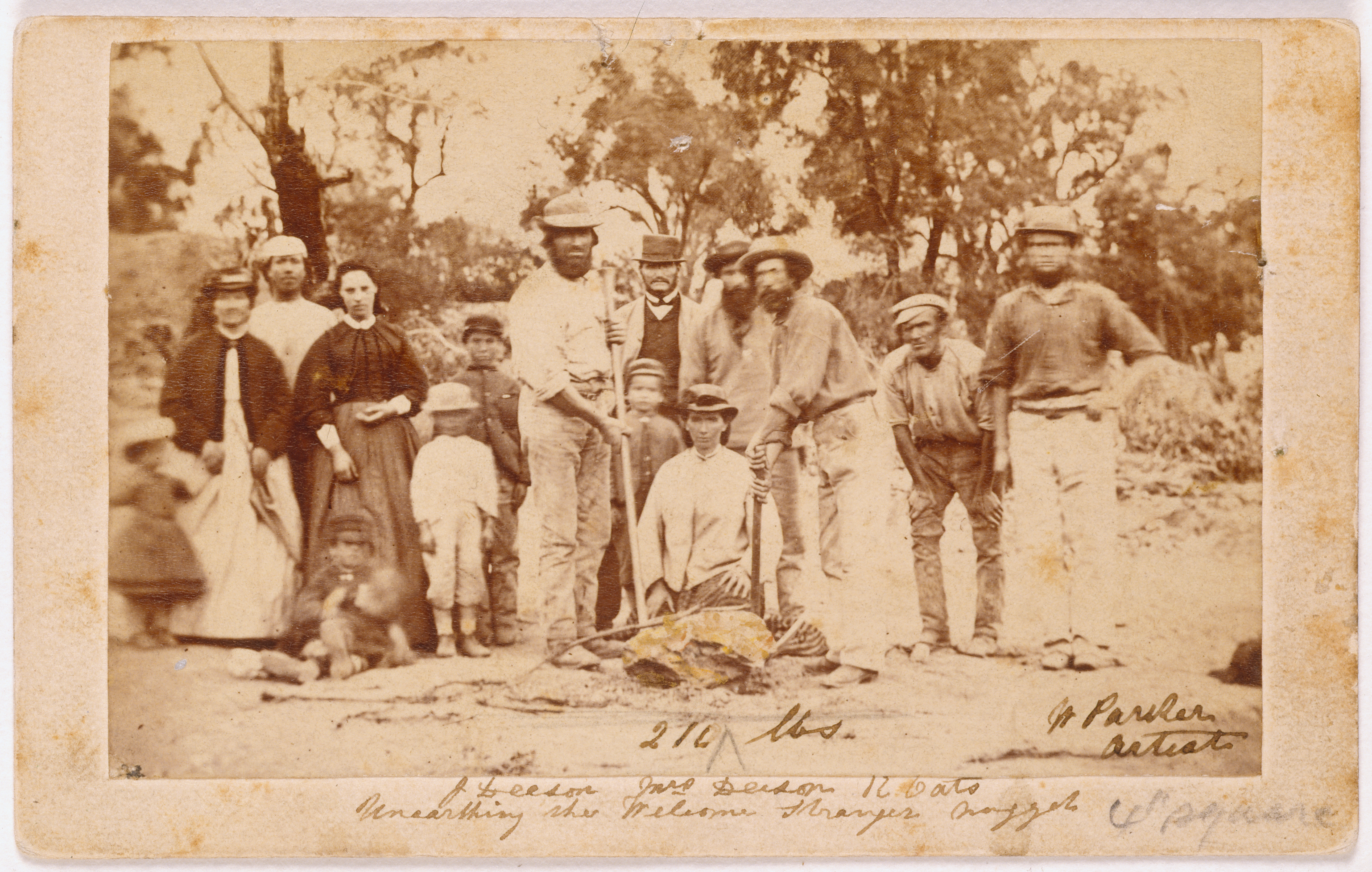
Goldgräber und deren Frauen posieren mit den Findern des Nuggets, Richard Oates, John Deason und dessen Frau

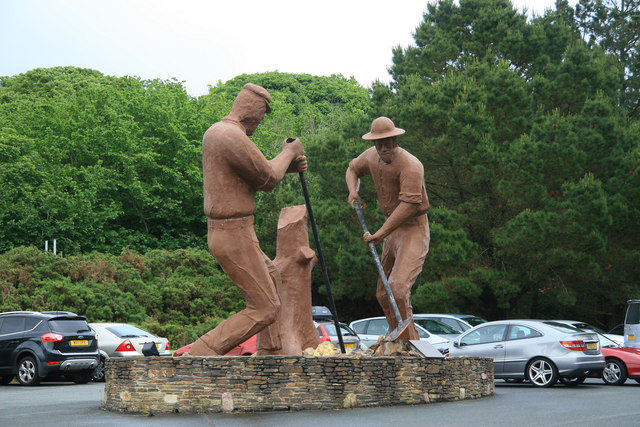
Statue in Redruth, England, zum Gedenken an den Fund

## Entdecker
John Deason wurde 1829 auf der Insel Tresco, Isles of Scilly, 45 km südwestlich von Cornwall geboren. 1851 war er Zurichter für Zinn, bevor er Goldgräber wurde.
Deason fuhr nach der Entdeckung mit der Goldgräberei fort. Obwohl er Inhaber eines Ladens in Moliagul wurde, verlor er schon bald einen großen Teil seines Wohlstands aufgrund schlechter Investitionen in Goldgräbervorhaben. Er kaufte eine kleine Farm nahe Moliagul, auf der er bis zu seinem Tod 1915 lebte und mit 85 Jahren starb.
Richard Oates wurde um 1827 nahe Pendeen in Cornwall geboren. Nach dem Fund 1869 kehrte er ins Vereinigte Königreich zurück und heiratete. Mit seiner Frau kam er dann wieder nach Australien und hatte dort vier Kinder. Sie kauften 1895 3,2 km² Land bei Marong, Victoria, rund 24 km westlich von Bendigo, Victoria, auf dem Oates bis zu seinem Tod im Jahre 1906 mit 79 Jahren lebte.